# Kim Reynolds
Kimberly Kay Reynolds (St. Charles, Iowa; 4 de agosto de 1959) es una política estadounidense que se desempeña como gobernadora de Iowa desde 2017. Anteriormente se desempeñó como vicegobernadora de Iowa de 2011 a 2017, y asumió el cargo de gobernadora cuando el gobernador titular, Terry Branstad, se convirtió en embajador de los Estados Unidos en China. Reynolds es la primera mujer en ocupar el puesto.
Antes de servir como vicegobernadora, Reynolds era senadora estatal.